# Stereotelemetro

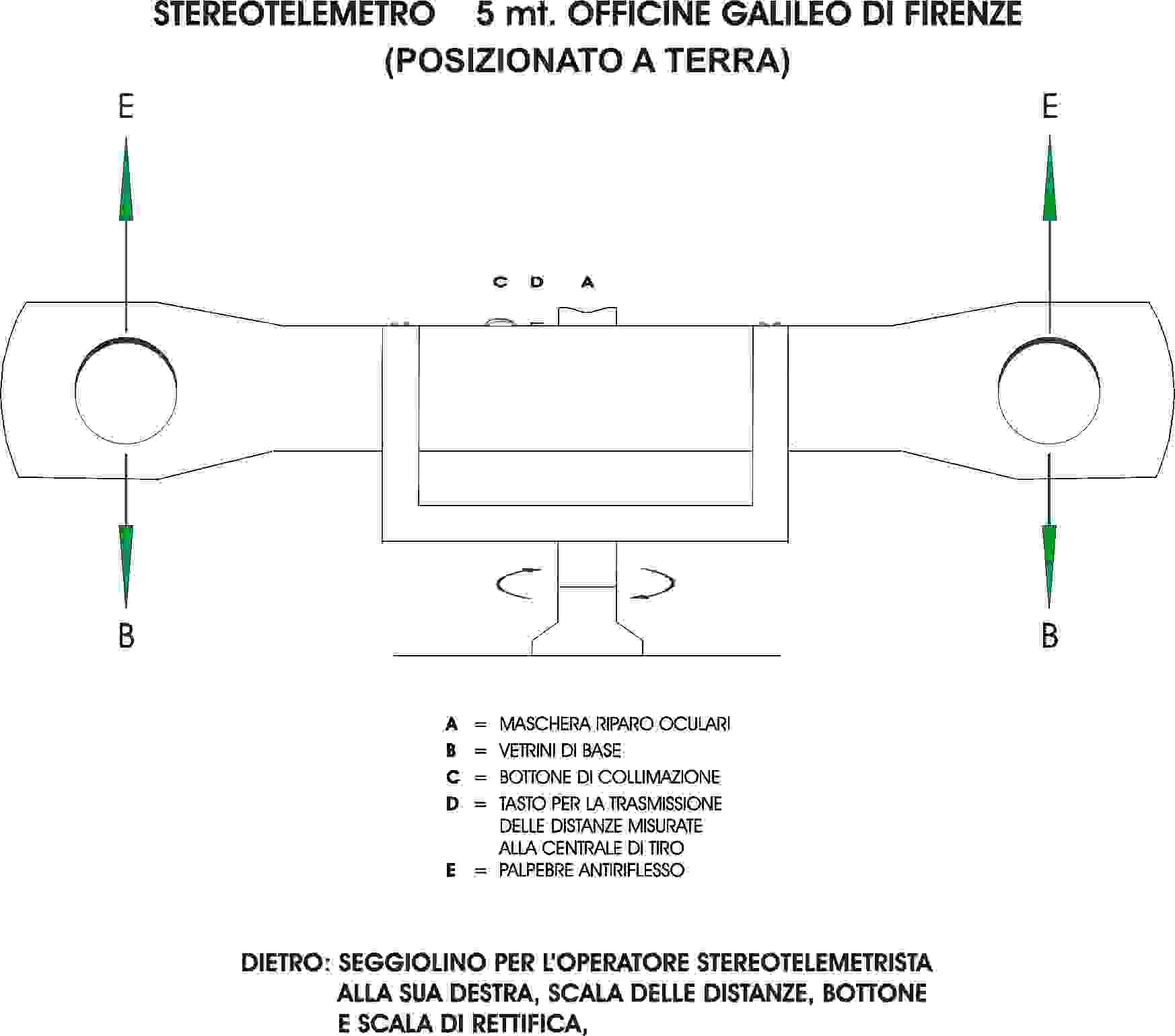
Schema dello stereotelemetro prodotto dalle Officine Galileo di Firenze

Lo stereotelemetro o telemetro stereoscopico era uno strumento di misura e puntamento per artiglierie. Con lo stereotelemetro l'immagine osservata appare sempre intera e non spezzata lungo una linea orizzontale, come avviene invece nel telemetro a coincidenza e nello stigmometro delle fotocamere reflex quando essa non è collimata.
Il principale vantaggio del telemetro stereoscopico, rispetto a quello a coincidenza, è che con esso risulta più agevole inquadrare e collimare un bersaglio in movimento. 
Per tali motivi, i telemetri stereoscopici hanno avuto ampia applicazione in campo militare, asserviti ai pezzi di artiglieria campale e contraerea e, in particolare, ai grandi cannoni delle navi da guerra, fino all'avvento del radar e dell'elettronica, che li hanno definitivamente soppiantati. Lo stereotelemetro fu adottato dalla Regia Marina successivamente al telemetro a coincidenza. Tra gli ideatori dello stereotelemetro troviamo Carl Pulfrich, che nel 1908, presso la Carl Zeiss, ne sviluppò un modello.

## Storia

Giulio Cesare (nave da battaglia), 1933, si noti il torrione rotante (sullo sfondo, in alto) contenente gli stereotelemetri.

Il telemetro stereoscopico fu inventato da A. Hector de Grousilliers, un ingegnere alsaziano e brevettato in Gran Bretagna nel 1893.
Carl Zeiss acquistò il brevetto e mise in produzione lo strumento nel 1906.
La marina da guerra tedesca adottò gli stereotelemetri nel 1912.
Allo scoppio della prima guerra mondiale i telemetri ottici equipaggiavano le direzioni di tiro delle navi da guerra della Germania mentre le altre potenze belligeranti (l'esempio più importante è la Gran Bretagna) adottavano ancora i telemetri a coincidenza.
Così, nella battaglia dello Jutland si confrontarono le prestazioni tra i telemetri a coincidenza Barr & Stroud della marina inglese e i telemetri stereoscopici Zeiss della marina imperiale tedesca.
Molte marine militari, fra cui la Regia Marina, la marina militare francese e quella statunitense, adottarono gli stereotelemetri negli anni trenta, mentre la marina inglese, solo nel 1943, emanò una direttiva per fornire le unità navali di almeno il 50% di stereotelemetri sui telemetri presenti a bordo.
Nel corso della seconda guerra mondiale i telemetri ottici iniziarono ad essere sostituiti, sulle navi da guerra, dal radar.
Negli anni cinquanta si completò l'abbandono di tali strumenti da parte delle marine militari; la diffusione, negli anni sessanta dei telemetri laser, decretò la fine dell'utilizzo dei telemetri ottici in campo militare.

## Funzionamento
Il principio che sta alla base del rilevamento fatto con questo apparecchio è la parallasse. L'accuratezza dello strumento è proporzionale alla distanza tra gli obiettivi dei quali è dotato. 
Nel caso degli strumenti asserviti alle artiglierie navali, la massima distanza possibile tra gli obiettivi dipendeva dalla dimensione della nave sulla quale l'apparecchio era installato e dal tipo di arma cui lo stereotelemetro era dedicato: maggiore la gittata dell'arma, maggiore l'accuratezza di puntamento a distanza richiesta. 
In una corazzata della classe Littorio si avevano stereotelemetri da 12 m dedicati ai grossi calibri da 381 mm e da 5 m per i cannoni da 152 mm dell'armamento secondario.
L'apparecchio era sempre a fuoco e la regolazione iniziale da compiere era l'adattamento degli oculari alla distanza interpupillare dell'operatore stereotelemetrista. 
Fatta tale operazione, lo stereotelemetrista inquadrava un campo visivo circolare al centro del quale si aveva un rombo intertesecato da due linee diagonali tratteggiate. Le linee tratteggiate poste al di sopra del rombo erano, stereoscopicamente, "davanti" al rombo, mentre le sottostanti, stereoscopicamente, erano "retrostanti" al rombo stesso, ma tutte sullo stesso piano. 
Il misuratore, prendendo di mira la punta dell'albero della nave o bersaglio, con l'apposito bottone di collimazione, portava il rombo citato sullo stesso piano o perpendicolarmente alla punta dell'albero della nave o bersaglio per avere la misurazione della distanza. 
Accanto al bottone di collimazione, c'era un tasto che, una volta premuto, trasmetteva automaticamente la distanza misurata alla centrale di tiro e precisamente al tavolo previsore. Vi era anche un bottone di rettifica che "regolava" lo strumento in base alle temperature della stagione (primavera-estate-autunno-inverno) i cui valori erano memorizzati dallo stereotelemetrista. Si pensi, ad esempio, all'effetto ottico "ondeggiante" determinato dalla canicola nell'atmosfera umida sulla superficie del mare dei pomeriggi estivi. 
In tutti i casi, lo stereotelemetrista inseriva, nella scala della rettifica, il valore che già conosceva per lo stato climatico del momento in cui operava. 
In Italia, tra i produttori di questi apparecchi si annoveravano Officine Galileo di Firenze e San Giorgio di Genova Sestri.
| |  |
| Parti ottiche dello stereotelemetro. A sinistra: stereotelemetro 5 m Officine Galileo, a destra stereotelemetro 3 m S. Giorgio Legenda: 1. Vetrino di base; 2. Prisma pentagonale di base; 3. Obiettivi; 4. Prisma a riflessione totale; 5. Prisma deflettore; 6. Lastra a facce piane per rettifica in altezza; 7. Lastra a facce piane per rettifica in distanza; 8. Vetrini dei micrometri; 9. Oculari. In nero il percorso dei raggi luminosi. |  |

## Torretta telemetrica

Torretta telemetrica delle Officine Galileo (anni trenta). In seguito, la torretta è stata completata con l'aggiunta dell'Apparecchio di Punteria Generale ed altri dispositivi.

A bordo delle navi gli stereotelemetri erano alloggiati in torrette dette torrette telemetriche. Tali torrette - in posizione di riposo - erano poste in senso trasversale rispetto alla prora ed erano montate su ammortizzatori speciali, allo scopo di ridurre gli effetti delle vibrazioni della nave derivate dalle sue apparecchiature in moto (diesel-dinamo, calderine, ecc.) e, soprattutto, dal moto ondoso in navigazione.  
A bordo delle torpediniere moderne vi era sistemato un solo stereotelemetro, così come negli incrociatori e corazzate per i calibri secondari, mentre per i grossi calibri vi erano uno o due stereotelemetri nei torrioni. Nelle corazzate classe Littorio, oltre agli stereotelemetri sistemati nei torrioni, vi erano anche gli stereotelemetri da 12 metri prodotti dalle Officine Galileo di Firenze nelle torri 1, 2 e 3 dei cannoni da 381 mm. Nei cacciatorpediniere (classi Navigatori, Soldato, Quattro venti, Poeti, Freccia, Aquilone, ecc.), invece, vi erano sistemati due stereotelemetri, uno detto "alto" con visione diretta e uno detto "basso", a visione indiretta o retrovisione. 
Per la retrovisione, nello stereotelemetro "basso" i vetrini di base erano sistemati dietro (e non davanti) e i prismi pentagonali erano disposti diversamente per avere la retrovisione. Tale strumento era stato realizzato dalla San Giorgio di Genova-Sestri, allo scopo di avere all'interno della torretta uno spazio maggiore dal momento che vi era stato installato anche l'A.P.G. (Apparecchio di Punteria Generale) e tutte le apparecchiature ad esso connesso.
Durante il combattimento, infatti, vi trovavano posto sette persone: il Direttore di Tiro, il suo sottordine e un Sottufficiale Cannoniere Puntatore Scelto, i due stereotelemetristi e due Cannonieri Puntatori Scelti - a fianco dello stereotelemetrista dello stereotelemetro "alto". Uno di tali Cannonieri Puntatori Scelti era addetto al brandeggio della torretta, l'altro, cosa più importante, per l'elevazione.  L'A.P.G., invece, aveva la manovra di brandeggio ed elevazione indipendente.
C'è da rimarcare che con la perizia e la bravura dei due Cannonieri Puntatori Scelti, i due stereotelemetristi potevano misurare le distanze in modo ottimale, anche con mare grosso, malgrado il  beccheggio e rollìo che questo causava.
|  |  |

È impossibile rappresentare il campo visivo dello stereotelemetro in stereoscopia. Si è già detto in questa pagina che il rombo del campo visivo dello stereotelemetro era intersecato da lineette trasversali e che le lineette superiori erano "davanti" al rombo, mentre quelle inferiori erano "dietro". Per rendere una idea ancor più precisa, si invita l'utente interessato a immaginare di far "ruotare" le lineette superiori in avanti di 90 gradi così "ruoteranno" all'indietro (all'insù) anche  quelle inferiori di 90 gradi. Il rombo, non "ruotando" rimane fisso. In tal caso, si hanno le lineette, equidistanti (sempre più in profondità) una dall'altra, in senso orizzontale, quelle "davanti" più vicine e quelle "dietro" più lontane nell'osservazione dello stereotelemetrista. In altre parole, si aveva una "Croce di Sant'Andrea" orizzontale. Quando lo stereotelemetrista ruotava il bottone di collimazione, si muoveva il rombo contemporaneamente alle lineette citate, in avanti o indietro. Nelle misurazioni delle distanze, col bottone di collimazione, lo stereotelemetrista "partiva" di solito col rombo da dietro del bersaglio, perché le misurazioni erano più facili che "partire" dal davanti del bersaglio stesso.